# 小行星14492
小行星14492（14492 Bistar）是一颗绕太阳运转的小行星，为主小行星带小行星。该小行星于1994年11月19日发现。

## 轨道参数
小行星14492的轨道半长轴为410 641 064 km，2.7449269 UA，离心率为0.246。